# Uglies
Feios é uma série de livros de fantasia e ficção científica de autoria de Scott Westerfeld. A história segue uma adolescente chamada Tally Youngblood, que vive numa sociedade futurista onde todos, após passar por uma cirurgia, se tornam "perfeitos". Os segredos e consequências da operação vão sendo revelados gradualmente, ao longo das decisões da protagonista.
A série foi originalmente pensada como uma trilogia, com os livros Uglies (lançado primeiramente em 2005), Pretties (2005) e Specials (2006). No entanto, a saga foi expandida com a publicação de um quarto romance, Extras (2007). Todos os livros entraram para a lista de best sellers do The New York Times. Nos EUA, a série já vendeu cerca de dois milhões de exemplares.

## Premissa
Tally Youngblood é feia. Não, isso não significa que ela é alguma aberração da natureza. Não. Ela simplesmente ainda não completou 16 anos. Em Vila Feia, os adolescentes ficam presos em alojamentos até o aniversário de 16 anos, quando recebem um grande presente do governo: uma operação plástica como nunca vista antes na história da humanidade. Suas feições são corrigidas à perfeição, a pele é trocada por outra, sem imperfeições ou – nem pense nisso – espinhas, seus ossos são substituídos por uma liga artificial, mais leve e resistente, os olhos se tornam grandes e os lábios, cheios e volumosos. Em suma, aos 16 anos todos ficam perfeitos.
Ao longo da saga, Tally descobre uma série de segredos a respeito dos "perfeitos" e da sociedade que a cerca. O ambiente futurista em que a história é ambientada é, por vezes, muito inovador e o final da história é surpreendente.

## Livros
A série foi originalmente publicada pela editora Simon Pulse entre 2005 e 2007. No Brasil, está sendo publicada pela Galera Record e em Portugal pela Vogais & Companhia.
| Título original | Brasil    | Portugal     |
| --------------- | --------- | ------------ |
| Uglies          | Feios     | Imperfeitos  |
| Pretties        | Perfeitos | Perfeitos    |
| Specials        | Especiais | Especiais    |
| Extras          | Extras    | Excepcionais |

## Temática
O jornal The New York Times disse sobre a série: "Uglies joga com as mudanças na adolescência, tanto física como emocional". Já o School Library Journal falou: "Altamente legível, com um enredo convincente que incorpora tecnologias futuristas e um comentário perturbador sobre nossas atuais políticas públicas". O próprio autor falou sobre o tema da série: "A beleza é hoje o maior referencial de nossa sociedade. A busca da perfeição tomou conta até de quem ainda não percebeu".

## Adaptações cinematográficas
A 20th Century Fox e o produtor John Davis (Eragon) compraram os direitos de filmagem do primeiro romance em 2006. Não há informações sobre o começo das filmagens e nem da data de lançamento do filme.
No dia 29 de Setembro, foi anunciado a compra dos direitos cinematográficos da saga pela Netflix, contando com a atriz Joey King como produtora executiva e no papel da protagonista Tally Youngblood. A direção ficará por conta de McG, não existe data anunciada para a estréia do longa.